# Скрулли
Скрулли (англ. Skrulls) — раса інопланетян з коміксів американського видавництва Marvel Comics. Скрулли були створені Стеном Лі і Джеком Кірбі і вперше з'явилися у 2-му випуску «Fantastic Four» в січні 1962 року. Відмінною рисою скруллів є їх здатність до зміни своєї зовнішності і здібностей в залежності від вигляду — вони можуть перетворюватися як живі організми, так і в неживі предмети.

## Опис
Скрулли являють собою гуманоїдів-рептилій з великими загостреними вухами, червоними або зеленими очима і зморщеними підборіддями. Головною особливістю скруллів є те, що вони здатні перетворюватись як у живі організми, так і в неживі предмети. Таким чином вони досягають успіху в шпигунстві і непомітному проникнення в тил супротивника. Скрулли також можуть використовувати свої здібності, щоб створювати зброю, використовуючи частини свого тіла. Їх статевий диморфізм близький до людського. Сексуальну орієнтацію складно встановити через те, що вони можуть змінювати свою стать з власної волі.

## Відомі представники
- Анелла — принцеса Скруллів, єдина дитина Імператора Доррека VII і Імператриці Р'Кілл, спадкоємиця Імперії Скруллів, мати Халклінга (Доррека VIII/Тедді Альтмана). Вбита Галактусом.
- Веранке — Королева Скруллів, зображала Жінку-павука. Вбита Норманом Озборном.
- Джазінда — мисливиця Скруллів, дочка Кл'рота.
- Кл'рт — перший Супер-Скрулл, володіє силами всієї Фантастичної четвірки.
- Кріті Нолл — Скрулл, зображав Генка Піма під час Секретного вторгнення. Крім здібностей Піма він також володів здібностями Чорної пантери, Ртуті і Віжна. До вторгнення, будучи під прикриттям, брав участь у проекті «Блискавка» (створення Рагнарока — кіборга-клону Тора).
- Кс'ів — вбивця Скруллів, посланий убити Галклінга. Володіє здібностями Шибайголови, Електри, Плаща і Кинджалу.
- Кхн'нр — зображував Капітана Марвела.
- Лайджа лазерний кулак — Скрулл, що проникла в Фантастичну четвірку і вийшла заміж за Джонні Сторма, зображуючи Алісію Мастерс.
- Моррта — воєначальник Скруллів, він відповідальний за смерть Франкліна Сторма.
- Ненора — шпигунка Скруллів, впроваджена до Кріі.
- Пітт'о Нілі — Скрулл, який зображав Капітана Америку під час вторгнення на Дику Землю. Убитий Шанною-Дияволицею.
- Пейбок — Могутній Скрулл, охоронець королеви Скруллів.
- Репліка — молода представниця раси, яка була членом Вартових Галактики 31 століття.
- Галклінг (Доррек VIII/Тедді Альтман) — Теодор Альтман є гібридом Кріі і Скруллів, він — син принцеси Анелли і Капітана Марвела.
- Ефан Едвардс — аналог Супермена в Marvel Comics.
- Ксавін — Скрулл пірокінетик, зображає дівчину, є членом Втікачів.
- Генерал Кляйзер — Скрулл, що зображає високопоставленого офіцера СС, командує як скруллами, так і уцілілими нацистськими солдатами.

## Інші версії

### Ultimate-скрулли
У всесвіті «Ultimate Marvel» аналогом скруллів є раса Чітаурі, що володіє тими ж здібностями. Чітаурі вперше з'явилися у 8-му номері 1-го тома коміксу «The Ultimates» в листопаді 2002 року, де воювали з однойменною командою супергероїв.

## Поза коміксами

### Мультсеріали
- Скрулли брали участь у всіх мультсеріаліах про Фантастичну четвірку — в однойменних серіалах 1967, 1978, 1994 років і «Fantastic Four: world's Greatest Heroes».
- Крім того, вони з'являлися в мультсеріаліах «Люди-Ікс», «The Super Hero Squad Show», «Месники: Могутні герої Землі».
- Цікаво, що в мультсеріалі «Срібний Серфер» Скрулли не входять в число антагоністів головного героя — навпаки, Срібний Серфер навіть допомагає їм, коли на планеті починається громадянська війна.

### Мультфільми
- В анімаційних фільмах «Ultimate Avengers» і «Ultimate Avengers 2» альтімейт-версія скруллів є головними ворогами Месників і Щ.И.Т.а.
- У мультфільмі Планета Галка з'явився один зі скруллів, як глядач на арені гладіаторів.

### Фільми
- Скрулли є дійовими особами в фільмі «Капітан Марвел», який вийшов у 2019 році і входить в кіновсесвіт Marvel[6]. Лідера Скруллів — Талоса зіграє актор Бен Мендельсон.

### Відеоігри
- «Marvel: Ultimate Alliance»
- «Fantastic Four: Rise of the Silver Surfer»
- «Marvel Super Hero Squad: The Infinity Gauntlet»
- «Marvel vs. Capcom 3: The Fate of Two Worlds»
- «Ultimate Marvel vs. Capcom 3»
- «Marvel Avengers: Battle for Earth».